# Longsdorf
Longsdorf (lb. Longsdref) – wieś (Uertschaft) w północno-wschodnim Luksemburgu, w kantonie Vianden, w gminie Tandel. Do 3 października 2015 miejscowość leżała w dystrykcie Diekirch, a do 31 grudnia 2005 należała do gminy Fouhren. Liczy 111 mieszkańców (31 grudnia 2022). 